# Carmelo Simeone
Carmelo Simeone (født 22. september 1933 i Ciudadela, Argentina, død 11. oktober 2014 i Buenos Aires) var en argentinsk fodboldspiller, der spillede som forsvarsspiller. Han var på klubplan primært tilknyttet Vélez Sársfield og Boca Juniors. Med sidstnævnte vandt han tre argentinske mesterskaber.
Simeone spillede seks kampe for Argentinas landshold, og var med til VM i 1966 i England samt ved Copa América 1959.

## Titler
Primera División de Argentina
- 1962, 1964 og 1965 med Boca Juniors